# ابوالقاسم زهراوی
أبو القاسم خلف بن عباس الزهراوی، (۹۳۶–۱۰۱۳م) در غرب البوکاسیس (تلفظ فرنگی ابوالقاسم) مشهور است. پزشک و جراح عرب اندلسی بود.
او را بزرگ‌ترین جراح قرون وسطی می‌دانند از او به عنوان «پدر جراحی مدرن» یاد می‌شود.
وی ابداع کننده بسیاری از ابزار اتاق عمل و روشها و مواد جراحی است که هنوز هم استفاده می‌شوند.
اثر مهم وی التصریف تألیف شده ۱۰۰۰ میلادی تا قرن ۱۶ میلادی به‌همراه قانون ابن سینا کتاب درسی اصلی در دانشگاه‌های اروپا بود.

## زندگی‌نامه
او در شهر الزهراء، در نزدیکی قرطبه (غرب اندلس از بلاد اسپانیا) زاده شد. مدینه الزهراء را عبدالرحمن الناصر بن محمد بن عبدالله بن محمد بن عبدالرحمن بن هشام بن عبدالملک بن مروان بن حکمة هشتمین حکمران اموی، در سال ۳۲۵ هجری قمری ساخته‌است.

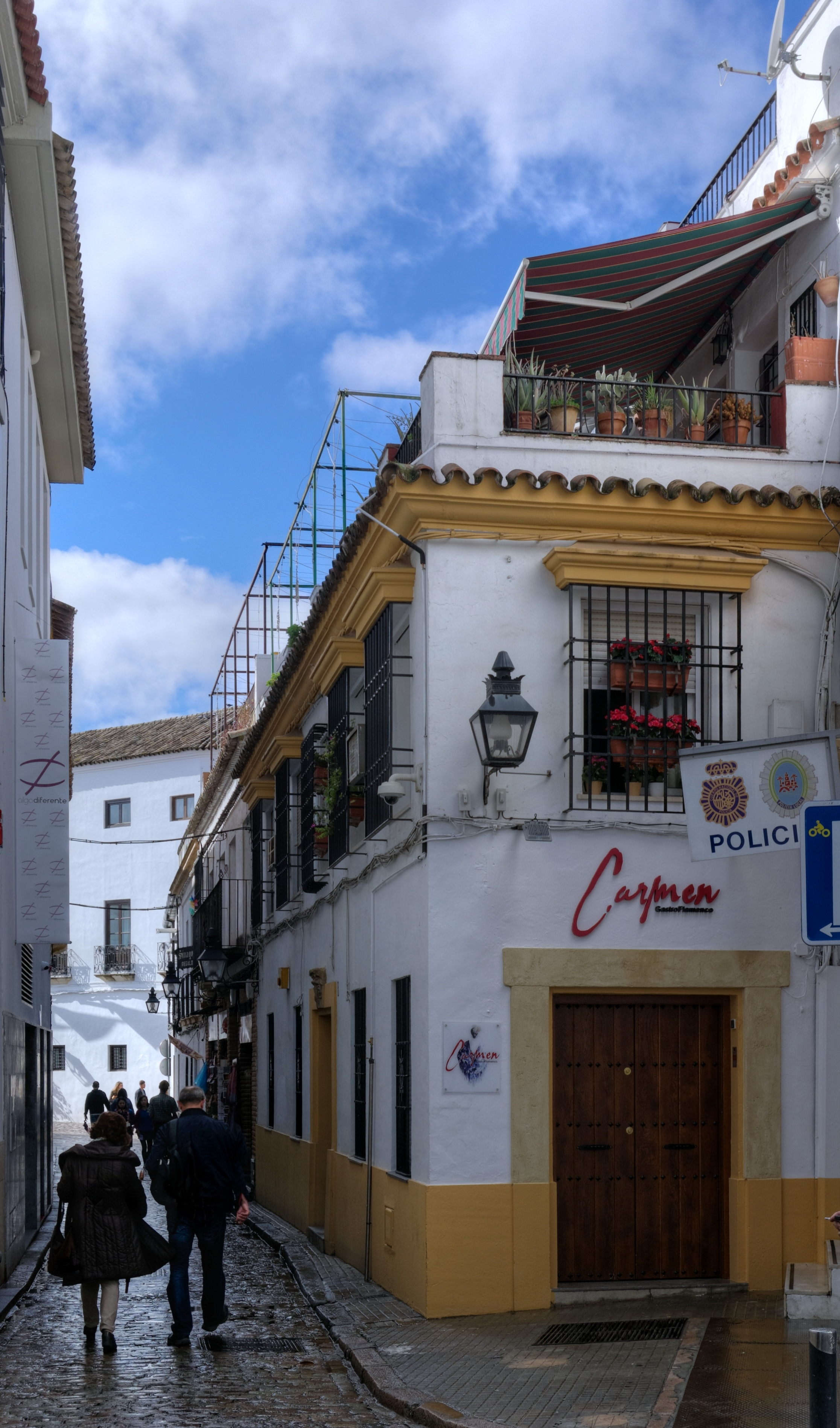
خیابانی البوکاسیس (زهراوی) در شهر کردوا. خانه شماره۶ متعلق به او بود.

زهراوی در شمار مشهورترین اطبای عرب است، اما وی نه در میان معاصرانش در اندلس و نه در سده‌های بعد در میان اعراب، بلکه تنها پس از آنکه ژراردو کرمونایی کتاب او را (التصریف) در سدهٔ ۱۲ م به لاتین ترجمه و چاپ کرد، در مغرب زمین به عنوان جراح پرآوازه یافتند.
گفته می‌شود که زهراوی پس از رازی و ابن سینا سومین نابغهٔ علم طب است. به گفتهٔ نصر«ابوالقاسم الزهراوی… بزرگ‌ترین چهرهٔ اسلامی در جراحی بود. زهراوی با اعتماد به آثار پزشکان یونان بالخاصه پاولوس آیگینایی… التصریف را نوشت».

## اختراعات و اکتشافات

### کانول

کانول برای نخستین بار توسط زهراوی اختراع شد

- کانول برای نخستین بار توسط زهراوی اختراع شدزهراوی مخترع کانول برای گرفتن خون و تزریق مایعات به بدن مریض بود.[۸]

### روش بیرون کشیدن غده زیر پوستی
وی نخستین کسی بود که روش بیرون کشیدن غده زیر پوستی توسط لوله فلزی را ابداع کرد

### درمان هیدروسفالی
- وی نخستین کسی است که روش درمان هیدروسفالی را توضیح داد[۹]

### روش کوچر
- کتاب التصریف الزهراوی آنچه را که بعداً به عنوان «روش کوچر» برای درمان شانه دررفته شناخته شد و هم «وضعیت والچر» در مامایی را قرنها قبل از آنها توصیف کرده‌است.

### چگونگی بستن رگ‌های خونی
- التصریف چگونگی بستن رگ‌های خونی را تقریباً ۶۰۰ سال قبل از امبروز پاره شرح داد.

### ماهیت ارثی هموفیلی
- التصریف نخستین کتاب ثبت شده برای توضیح ماهیت ارثی هموفیلی بود.[۸]

### درمان میگرن با جراحی
- همچنین نخستین موردی بود که یک روش جراحی را برای بستن شریان تمپورال برای میگرن توصیه کرد این روش در قرن ۲۱ توسط جراحان آفریقای جنوبی احیا شد.[۱۰]
- زهراوی تقریباً ۶ قرن قبل از اینکه امبروز پاره ثبت کرد که شریان گیجگاهی خود را برای سردردی که مطابق با توصیفات فعلی میگرن است، بسته‌است اینکار را انجام داده بود.[۱۰]

### ادوات دندانپزشکی
- زهراوی استفاده از بسیاری ادوات دندانپزشکی امروزی را توصیه کرد[۱۱]

### کاشتن دندان
- زهراوی نخستین کسی است که در تاریخ دندانپزشکی کاشتن دندان را انجام داد[۱۲]

### ابزار برای برداشتن جرم دندان
- زهراوی نخستین کسی است که ابزاری برای برداشتن جرم دندان برای جلوگیری از بیماری لثه اختراع کرد[۱۳]

### ابزارهای جراحی

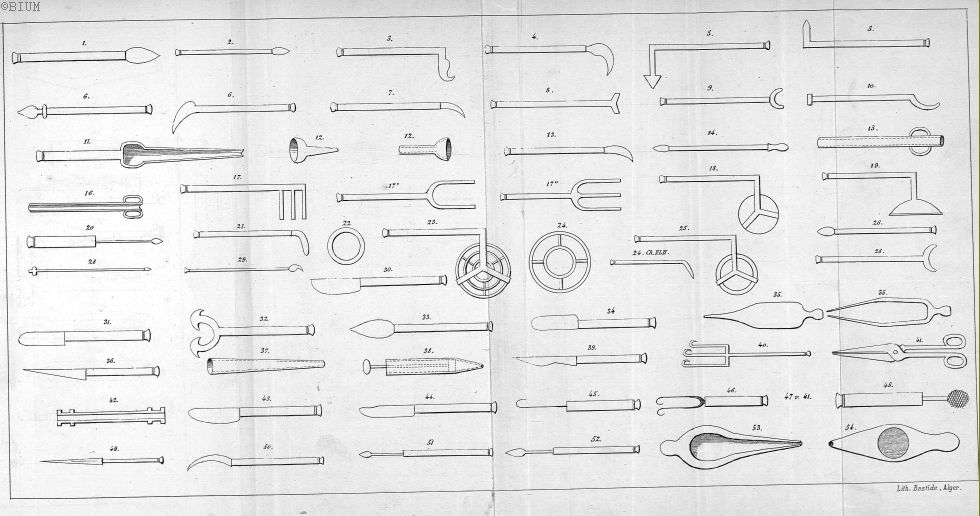
ابزارهای جراحی اختراع شده توسط زهراوی

- ابزارهای جراحی اختراع شده توسط زهراویالزهراوی بیش از ۲۰۰ ابزار جراحی را اختراع کرد که شامل انواع مختلف چاقوی جراحی، جمع‌کننده، کورت، انبر، اسپکول و همچنین ابزارهایی است که برای روش‌های مورد علاقه او در کوتریزاسیون و بستن آنها طراحی شده‌است. او همچنین قلاب‌هایی با نوک دوگانه برای استفاده در جراحی اختراع کرد. بسیاری از این ابزارها قبلاً توسط هیچ جراح قبلی استفاده نشده بودند.[۱۴]

### داروسازی
- الزهراوی در تهیه داروها با تصعید و تقطیر پیشگام بود. او فصل بیست و هشتم کتاب خود را به داروسازی و تکنیک‌های دارویی اختصاص داد.[۱۵]

### لوازم آرایش
- الزهراوی لوازم آرایش را شاخه ای از طب می‌دانست که آن را «طب الجمال» (ادویه الزینه) نامید.[۱۶]

### دئودورانت
- او چوب‌های معطری را اختراع کرد که در قالب‌های خاص نورد و فشرده می‌شدند، که شاید نخستین پیشینه رژ لب‌ها و دئودورانت‌های جامد امروزی باشد.[۱۷]

### کالبد شکافی
- فن کالبد شکافی که آن را یکی از شاخه‌های ضروری پزشکی می‌دانست.

### جراحی پلاستیک
- او حتی به جراحی ترمیمی (پلاستیک) نیز اقدام کرد

### بخیه زدن
- او طریقه بخیه زدن زخم‌ها را به صورت قیو قیو داخلی به‌طوری‌که چیزی از آن دیده نشود و بخیه هشت تایی را در جراحی شکم به شاگردان خود آموخت.

### نخ بخیه
- او در جراحی از نخی که از روده گربه به‌دست آورد استفاده نمود که امروزه به نام cat gut معروف است و استفاده زیادی در اعمال جراحی دارد.[۱۸]

### نخ سیلک
- او از ابریشم به صورت نخ جهت بستن در عمل جراحی استفاده کرد و امروزه این نخ به نام Silk معروف است.

### روش گچ‌گیری
- خود آن‌ها معترفند که ما طریقه بازگذاشتن شکافی در نوار گچ‌گیری در شکستگی‌های باز را نیز از زهراوی فرا گرفته‌ایم.

زهراوی به جراحان چشم‌پزشکان، دندان‌پزشکان اروپائی از نظر ابزار و آلات لازم برای انجام عملیات با شکل‌های جدیدی که آن‌ها را توصیف نموده کمک کرده‌است.
وی مخترع ابزار جراحی و بزرگ‌ترین جراح زمان خود بود.

## آثار

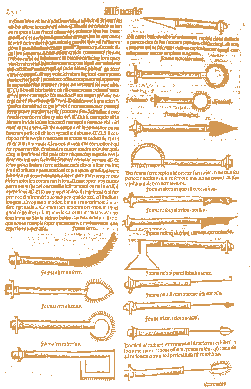
صفحه‌ای از ترجمه کتاب ابزارهای جراحی به لاتین که در سال ۱۵۳۱ چاپ شده‌است.

کتاب التصریف لمن عجر عن التالیف زهراوی را به عنوان یکی از بنیان‌گذاران جراحی در اسلام به شهرت رسانده‌است.
این اثر به عربی در سی مقاله است. ۲۹ مقالهٔ آن در امراض گوناگون و کیفیت علاج آن‌ها و همچنین شناخت ادویه و عقاقیر است.
مقالهٔ سی‌ام این اثر در جراحی است که جراحی چشم را هم دربر گرفته و در سه بخش است: بخش اول در مورد سوزاندن زخم است که در حدیث پیامبر نیز به آن توجه شده و زهراوی این نوع درمان را برای سکته پیش‌بینی کرده‌است.. بخش دوم در مورد عمل‌های جراحی با یک چاقوی کوچک و عمل چشم و جراحی دهان و بخش سوم دربارهٔ شکل‌های گوناگون شکستگی و دررفتگی استخوان و زایمان است.
مهمترین بخش التصریف جراحی است. کتاب تصاویر زیادی دارد که بیشتر آن‌ها ابزارهای اختراع شده توسط وی است. کتاب با کلمهٔ رمز احتیاط شروع می‌شود و با همان کلمه به پایان می‌رسد.
ترجمه‌های متعددی در ایتالیا، آکسفورد و … از این کتاب به زبان لاتین چاپ شده‌است. نخستین ترجمه این کتاب را جرارد کرمونایی در نیمه دوم قرن دوازدهم میلادی در شهر طلیطله انجام داده‌است.

## یادبود
خیابانی در کوردووا که او در آن زندگی می‌کرد به نام البوکاسیس نامگذاری شده‌است. خانه او شماره ۶ از سال ۱۹۷۷ توسط هیئت گردشگری اسپانیا با یک لوح برنزی زینت داده شده که می‌گوید:
"این خانه ای بود که الزهراوی در آن زندگی می‌کرد."

## واژه‌نامه
1. ↑  Gerard of Cremona